# Tim Wood
Timothy Lyle Wood (* 21. Juni 1948 in Highland Park, Michigan) ist ein ehemaliger US-amerikanischer Eiskunstläufer, der im Einzellauf startete. Er ist der Weltmeister von 1969 und 1970.
Im Jahr 1968 wurde er Vize-Weltmeister hinter Emmerich Danzer und gewann Silber bei den Olympischen Spielen in Grenoble hinter Wolfgang Schwarz. Nach dem Rücktritt der beiden Österreicher dominierte er die nächsten zwei Jahre die Herrenkonkurrenz und wurde 1969 und 1970 Weltmeister.
In den meisten Ergebnislisten ist er als Tim Wood geführt. Sein Trainer war Ronald Baker.
Er trainierte zunächst beim Detroit Skating Club und seit 1969 beim Broadmoor Skating Club in Colorado Springs. Nach seiner Amateurkarriere wurde er Trainer. Er arbeitet in Kalifornien und trainierte zeitweise unter anderem Elvis Stojko.

## Ergebnisse
| Wettbewerb / Jahr                | 1965 | 1966 | 1967 | 1968 | 1969 | 1970 |
| -------------------------------- | ---- | ---- | ---- | ---- | ---- | ---- |
| Olympische Winterspiele          |      |      |      | 2.   |      |      |
| Weltmeisterschaften              | 13.  |      | 9.   | 2.   | 1.   | 1.   |
| US-amerikanische Meisterschaften | 3.   | 4.   | 3.   | 1.   | 1.   | 1.   |